# الکس ماسکی
الکس ماسکی (Alex Maskey) (متولد ۸ ژانویه ۱۹۵۲)، یک سیاست‌مدار اهل ایرلند است که از ۲۰۲۰ میلادی بدین سو به عنوان رئیس مجلس نمایندگان ایرلند شمالی کار می‌کند، وی همچنین نخستین عضو حزب شین فین بود که از ۲۰۰۲ تا ۲۰۰۳ میلادی به عنوان شهردار بلفاست خدمت کرد. او تنها عضو حزب شین فین است که برای مدت طولانی عضو شورا بود و در حال حاضر نماینده مجلس نمایندگان ایرلند شمالی از حوزه انتخابیه بلفاست می‌باشد، وی همچنین عضو پیشین شورای شهر بلفاست از حوزه انتخابیه لگنباک بود.

## دوران کودکی
ماسکی در کالج سنت مالاچی در مؤسسه تحصیلات عالی بلفاست آموزش دید و بعد از آن به عنوان کارگر در اسکله‌های بلفاست و می‌خانه چی کار کرد. او یک بوکسر آماتور اما موفق بود و از جمله ۷۵ مبارزه خود تنها در ۴ مبارزه شکست خورده بود.
پس از آغاز درگیری‌ها در اواخر دهه ۱۹۶۰ میلادی، او وارد ارتش موقت جمهوری‌خواه ایرلند شد و در دهه ۱۹۷۰ میلادی دوبار بدون دادگاه به زندان افکنده شد.

## حرفه سیاسی
ماسکی در انتخابات مجلس نمایندگان ۱۹۸۲ میلادی از بلفاست غربی نامزد شد، اما ناموفق بود. در ژوئن ۱۹۸۳، ماسکی در انتخابات میان دوره‌ای برنده شده و به نخستین عضو حزب شین فین مبدل شد که پس از دهه ۱۹۲۰ میلادی به شورای شهری بلفاست راه یافته‌است. زمانی که او برای نخستین جلسه شورا وارد مجلس می‌شد، با هو و تمسخر مورد استقبال قرار گرفت و زمانی که او تلاش می‌کرد تا نخستین نطق خود را به زبان ایرلندی ارایه نماید، اعضای اتحادگرای شورا به کوبیدن پاها و فریاد زدن شروع کردند.
ماسکی به عنوان یک متحد کلیدی رئیس حزب شین فین به‌نام جری آدامز در باب روی‌کرد استراتژی، ظهور کرد. در ۱۹۸۷ میلادی، شبه نظامیان منتسب به وفاداران از یک فاصله نزدیک به وی شلیک نمودند، اما او زنده ماند. وی بار دیگر در ۱۹۸۸ میلادی مورد حمله وفاداران قرار گرفت و همچنین در ۱۹۹۳ میلادی به خانه وی حمله مسلحانه صورت گرفت و دوستش به‌نام آلان لاندی در این حمله جان باخت. در ۱۹۹۶ میلادی، ماسکی از حوزه انتخابیه بلفاست غربی برای شرکت در مجمع صلح ایرلند شمالی انتخاب گردید، اما با پیروی از سیاست تحریم حزب شین فین، در این مجمع شرکت نکرد. دو سال بعد او در مجلس نمایندگان ایرلند شمالی انتخاب شد، اما این بار مورد تحریم (boycott) حزب شین فین قرار نگرفته بود.
شخصیت سیاسی در حال رشد ماسکی باعث شد تا او در انتخابات سراسری ۲۰۰۱، به عنوان بخشی از استراتژی حزب شین فین برای بالا بردن تعداد رأی در حوزه‌های انتخابیه ضعیف‌تر، از حوزه انتخابیه بلفاست جنوبی به رقابت پرداخت.
در همان روزی که انتخابات محلی برگزار می‌گردید، او نامزدی خود را به منطقه لگنباک در بلفاست جنوبی تغییر داد و توانست از آنجا برنده یک کرسی شود.
در ۲۰۰۲ میلادی، ماسکی نخستین جمهوری‌خواه بود که به عنوان شهردار شهر بلفاست خدمت می‌کرد. نخستین کار او به عنوان شهردار، گشایش گردهمایی عمومی سالانه پرسبیترینی (مسیحیت مشایخی) بود، هرچند او خود شامل شاخه مسیحیت مشایخی نمی‌شد.
پس از اینکه ماسکی به عنوان بخشی از شغلش به عنوان شهردار، در ژوئیه ۲۰۰۲ برای یادبود از سربازان کشته شده بریتانیای در جنگ جهانی اول حلقه گلی را گذاشت، تحسین عمومی را برانگیخت. با این حال، او شرکت در مراسم اصلی یادبود را رد نموده و بیان داشت که این مراسم «یک گرامی‌داشت نظامی از نبرد سم» بود. در جریان مدتی که او به عنوان شهردار خدمت کرد، پرچم بریتانیا و پرچم سه رنگ ایرلند کنار هم برافراشته شده بودند.
ماسکی در انتخابات ۲۰۰۳ مجلس نمایندگان بار دیگر از حوزه انتخابیه بلفاست جنوبی شرکت کرد و نخستین کرسی را برای حزب شین فین در مجلس نمایندگان با تفاوت برجسته در تعداد رأی، برنده شد. او در انتخابات سراسری ۲۰۰۵ برای کرسی مجلس اعیان از حوزه انتخابیه بلفاست جنوبی شرکت کرد، اما نسبت به انتخابات مجلس نمایندگان تعداد رأی کم‌تری به‌دست آورده و انتخابات را به نامزد حزب سوسیال دموکرات و کارگر به‌نام آلاسدایر مک‌دونل باخت.
در مارس ۲۰۰۶، ماسکی در مذاکراتی شرکت کرد که نتیجه آن اعلام آشتی از جانب سازمان ملی‌گرای باسک به‌نام اتا (ETA) در ۲۲ مارس بود. در ۲۳ آوریل ۲۰۰۷، او به عنوان یکی از سه عضو حزب شین فین اعلام شد که در بورد پلیس ایرلند شمالی که مجدداً احیا شده بود، شامل خواهد شد.
پس از اعمال سیاست لغو داشتن دو شغل توسط حزب شین فین، ماسکی در اکتبر ۲۰۱۰ از عضویت شورای شهری بلفاست کنار رفت.
پس از احیای مجلس نمایندگان ایرلند شمالی در استورمونت، ماسکی در ۱۱ ژانویه ۲۰۲۰ به عنوان رئیس مجلس نمایندگان انتخاب گردید.
در ۲۳ سپتامبر ۲۰۲۱، او اعلام کرد که تصمیم ندارد در انتخابات ۲۰۲۲ مجلس نمایندگان شرکت کند. او در نامه‌ای به احزاب شین فین بیان داشت که نمایندگی از جوامع برای وی یک «افتخار» بوده‌است و همچنین اضافه نمود که «قبل از برگزاری انتخابات آینده مجلس نمایندگان، کارهای زیادی باقی‌مانده‌است و تا آن زمان تمرکز من روی این کارها خواهد بود». در پاسخ، رهبری حزب شین فین و معاون اول نخست‌وزیر به‌نام میشیل اونیل بیان داشت که ماسکی «در مجلس نمایندگان، در شورای شهر بلفاست و در محیط کار به عنوان یک قهرمان سبع حقوق جوامع» عمل کرده‌است. بانو اونیل اضافه نمود که وی «بدون محاکمه به زندان افکنده شد، با تهدیدهای دوامدار و حملات از جانب نیروهای دولتی بریتانیا و وفاداران نیابتی آن‌ها مواجه گردید، در حمله‌ای که به خانه وی شده بود نزدیک بود، به قتل برسد و جراحات دائمی به او به‌جا گذاشت».

## زندگی شخصی
ماسکی و خانم وی، لیز مک‌کی از ۱۹۸۱ میلادی بدین‌سو باهم ازدواج نموده‌اند. آن‌ها دو پسر، نیال و سین و یک نوه به‌نام تیرنا دارند.
در ۲۵ دسامبر ۲۰۰۵، زمانی که ماسکی با خانواده خود بود، دچار یک حمله قلبی شد. وی چند هفته بعد در رادیو اولتسر بی‌بی‌سی ظاهر شد تا در مورد سلامت خود صحبت نماید.